# Самойло, Владимир Иванович
Влади́мир Ива́нович Само́йло (бел. Уладзімір Іванавіч Самойла; 29 (17) января 1878, Минск — 1941) — белорусский публицист, литературный критик, философ.

## Биография
Учился в Московском университете, в 1916 году окончил Петроградский университет.
Участвовал в белорусском литературно-общественном движении в Минске, один из основателей книжного товарищество «Минчанин» (1906). С 1908 сотрудничал с минскими и вильнюсскими периодическими изданиями («Минский курьер», «Наша ніва»). Писал о просвещение народных масс, необходимости создания белорусских национальных школ. Один из первых высоко оценил литературное творчество Янки Купалы. Автор статей, эссе, посвященных творчеству российских и зарубежных писателей. В начале 1910-х от литературно-публицистической деятельности отошёл. Возглавлял химическую лабораторию в Минске, был членом городской думы.
С 1918 года жил в Вильнюсе, работал преподавателем в гимназии, публиковался в прессе («Виленская речь», «Виленские новости» и др.). Выступил с серией публицистических статей, в которых указывал на империалистический характер политики Польши в отношении белорусского населения; занимался литературоведческой работой. В 1923—1927 годах — один из ведущих публицистов западнобелорусской печати освободительного направлении. В философских эссе, очерках утверждал историческую закономерность национально-освободительного движения трудящихся в Западной Белоруссии и его объективную непобедимость. После разгрома Белорусской крестьянско-рабочей громады от активного участия в общественно-политической жизни отошёл. В 1928—1929 годах выступил в печати с рецензиями на издания Инбелкульта и Белорусской академии наук. В газетах «Kurier Wileński» и «Przegląd Wileński» публиковал статьи о обрядах, обычаях, национальной идеологии белорусов, национально-освободительном движении.
В начале 1930-х годов работал библиотекарем Белорусского музея имени И. Луцкевича. Основные публикации этого периода (преимущественно в журнале «Колосья») касались культурологической тематики, памятников древней литературы, вопросов истории искусства, музыки. Рассматривал творчество отдельных деятелей русской и всемирной культуры в контексте культурного развития Белоруссии.
После присоединения Литвы к СССР, в октябре 1939 года в числе других белорусских деятелей был арестован НКВД. По некоторым данным, этапирован в Минск, по другим данным содержался в Вильнюсской тюрьме, и после начала Великой Отечественной войны в связи с угрозой захвата Вильюса немецкими войсками и нецелесообразностью эвакуации был расстрелян.

## Произведения
- Праф. Здзяхоўскі аб беларускай душы. Вільня, 1924;
- Які «Самаўрад» гатуе Беларускаму народу Польская рэспубліка? Вільня, 1924;
- «Nowy» i «najnowszy» kurs polityki polskiej w sprawie biaіoruskiej. Wilno, 1932;
- В кн.: Александровіч С. Х., Александровіч В. С. Беларуская літаратура ХІХ — пачатку ХХ ст.: Хрэстаматыя крытычных матэрыялаў. Мн., 1978.